# Луис (Ајова)
Луис (енгл. Lewis) град је у америчкој савезној држави Ајова. По попису становништва из 2010. у њему је живело 433 становника.

## Демографија
Према попису становништва из 2010. у граду је живело 433 становника, што је -5 (-1.1%) становника више него 2000. године.
| Група             | 2000.       | 2010.       |
| Белци             | 435 (99,3%) | 415 (95,8%) |
| Афроамериканци    | 0 (0,0%)    | 0 (0,0%)    |
| Азијати           | 0 (0,0%)    | 0 (0,0%)    |
| Хиспаноамериканци | 1 (0,2%)    | 6 (1,4%)    |
| Укупно            | 438         | 433         |